# Kijewice (województwo lubuskie)
Kijewice (niem. Kiewitz) – osada w Polsce położona w województwie lubuskim, w powiecie międzyrzeckim, w gminie Skwierzyna.
W latach 1975–1998 miejscowość administracyjnie należała do województwa gorzowskiego.

## Historia
Miejscowość pierwotnie związana była z Wielkopolską. Ma metrykę średniowieczną i istnieje co najmniej od XIV wieku. Wymieniona po raz pierwszy w dokumencie zapisanym po łacinie z 1270 "Kyiewo", a później także w 1313 "Kiweiz", 1394 "Kygevicze", 1944 Kiewitz" .
Wieś była przedmiotem sporu między mieszkańcami grodów w Santoku i Międzyrzeczu o czym wspomnina XIII wieczna Kronika wielkopolska. Podaje ona, że w 1270 miejscowość należała do prepozytury w Santoku i posiadali ją mieszkańcy tego grodu (castrenses). Wpis ten, dotyczący prepozyta santockiego, uważany jednak jest przez historyków za późniejszy wtręt. W 1313 Kijewice graniczyły z terenem położonym koło Skwierzyny, który wyrokiem sądu polubownego został przysądzony klasztorowi w Zemsku-Bledzewie. W 1394 Mikołaj Baworowski i Dobiesław Kwilecki toczyli spór o dziedziny Góra (k. Sierakowa), Kijewice, Dzierzązna i Świniary. Z wyroku sądu Baworowski do czasu rozstrzygnięcia tego sporu miał posiadać te dziedziny .
W 1564 r. wśród posiadłości miasta Skwierzyny wymieniono m.in. łąki: Kiska vel Kiscka Łąka oraz Kujawice. Historycy uważają, że obie te nazwy mogą pochodzić od nazwy dziedziny Kijewice. Po rozbiorach Polski miejscowość znalazła się w zaborze pruskim. W XIX wieku osadę Kijewice określano nazwą Czajka (po niem. Kiebitz – czajka) .
Przed II wojną światową był tu folwark. Pałac i cmentarz zostały zdemolowane i rozszabrowane przez polskich osadników. Z zespołu pałacowego zachowały się resztki parku krajobrazowego założonego w II połowie XIX w. z licznymi starymi drzewami (platany, dęby).
30 listopada 2007, celem ochrony walorów widokowych i estetycznych krawędzi doliny warciańskiej pomiędzy Kijewicami, a Osetnicą (Gościnowo) ustanowiono zespół przyrodniczo-krajobrazowy „Kijewickie Kerki”.